# Heterochondria cynoglottidis
Heterochondria cynoglottidis is een eenoogkreeftjessoort uit de familie van de Chondracanthidae. De wetenschappelijke naam van de soort is voor het eerst geldig gepubliceerd in 1903 door Thompson I.C. & T. Scott.